# Mimetikum
Mimetika (Latinisierung von altgriechisch μιμητικός mimētikós, deutsch ‚zur Nachahmung gehörig, geschickt‘) sind chemische Verbindungen, die an den gleichen Rezeptor binden wie der eigentliche Wirkstoff. Direkte Mimetika lösen ein zelluläres Signal aus und werden als Agonisten bezeichnet. Wird der Rezeptor hingegen lediglich blockiert, so spricht man von Antagonisten.

## Beispiele
Auf den Parasympathikus wirken:
- direkte Parasympathomimetika (Acetylcholin, Carbachol, Pilocarpin)
- indirekte Parasympathomimetika (Neostigmin, Physostigmin)
- Parasympatholytika (Atropin, Ipratropium, Scopolamin)

Auf den Sympathikus wirken:
- direkte Sympathomimetika (Noradrenalin, Adrenalin, Xylometazolin, Salbutamol)
- indirekte Sympathomimetika (Amphetamin, Kokain, Reboxetin)
- Sympatholytika (Prazosin, Propranolol)

### Ausgewählte Beispiele
- β2-Mimetika werden bei Asthma bronchiale eingesetzt
- Lysergsäurediethylamid ist ein Psychotomimetikum